# 칼 빌헬름 셸레

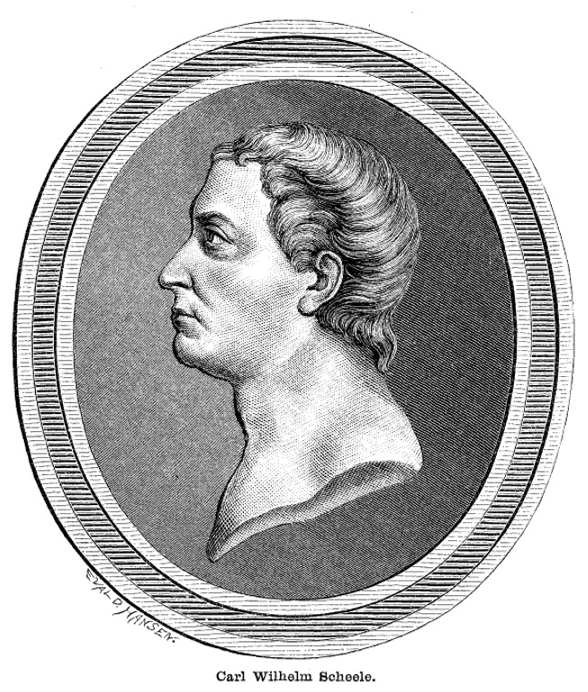
칼 빌헬름 셸레 (1874년)

칼 빌헬름 셸레(스웨덴어: Carl Wilhelm Scheele, 1742년 12월 19일 ~ 1786년 5월 21일)는 스웨덴의 화학자이다. 

## 생애
1742년 당시 스웨덴령이었던 포메라니아의 슈트랄준트에서 태어났다. 14살의 나이로 셸레는 예테보리의 약제상의 실습생이 되었다. 그는 잠자는 시간을 줄여가면서까지 그가 다루는 여러 가지 물질에 대한 실험에 임하였고, 화학에 대해서 공부를 하였다. 이러한 노력 끝에 그는 실용적인 기술과 정밀한 손재주를 가지게 되었다. 1765년 그는 말뫼로 이사하였으며, 1768년에는 스톡홀름으로 옮겨갔다. 그곳에서 그는 타르타르산에서 얻은 이타르타르산 칼륨(KC4H5O6)을 처음으로 분리해 내었고, 이에 대한 논문을 당시 스웨덴에서 선구적인 화학자였던 토르베른 올로프 베리만에게 보내었으나, 베리만은 이를 무시했다. 이 논문은 이후 안데르 요한 레치우스에 의해서 스톡홀름 과학 아카데미에 보고되었다. 1770년 셸레는 스톡홀름을 떠나 웁살라에 정착하였으며, 그 곳에서 요한 고틀리브 간의 중개로 베리만을 개인적으로 만날 수 있었다. 이후 셸레와 베리만은 매우 친근한 관계로 발전하게 되었다.
1775년 셸레는 스톡홀름 과학 아카데미의회원이 되었으며, 같은 해 코핑으로 이주하였다. 1776년 그는 그의 약국을 설립하여 경영하였다. 그러나 약국의 경영은 아주 성공적이지는 못하였으며, 기반을 마련하기까지 몇 년을 소비하였다. 이러한 사정에도 불구하고 그는 상당히 많은 독창적인 연구를 이루어 내었으며, 매년 2~3개의 논문을 작성하였다. 그는 밤낮을 가리지 않고 매우 많은 일을 하였으나, 이로 인하여 그의 건강은 나빠졌다. 그는 약국의 전주인의 미망인과 결혼할 예정이었으나, 갑자기 그의 건강이 심각하게 나빠졌다. 1786년 5월 19일 셸레는 결혼하였으나 이틀 뒤인 5월 21일 사망하였다. 향년 44세. 그는 실험을 하면서 모든 화학 재료를 맛을 보았고, 그로 인해 건강이 나빠져 사망했다고 한다.

## 업적
셸레의 실험 분석력은 매우 뛰어났으며, 실험의 정확도 역시 당시 시대적 상황이나 셸레의 경제적 형편을 고려하면 상당히 뛰어난 것이었다. 그는 상당히 치밀한 계획을 세우고 연구를 진행하였다.
셸레는 수많은 원소와 화합물을 발견하였다. 1774년 그는 이산화 망간을 분석하여 염소와 바리타를 발견하였으며 망간이 포함된 염의 성질을 설명하였다. 또한 1775년에 비산을 분석하여 비화 수소와 아비산 구리를 발견하였다. 셸레는 아비산 구리를 대량생산하는 방법에 대한 논문 또한 1778년에 발표하였다. 1776년에는 방광 결석을 연구하여 처음으로 요산을 발견하였다. 1778년에는 몰리브덴산을 추출하였다. 1779년에는 대기중의 산소에 비율에 대해서 연구하였으며, 이는 헨리 캐번디시의 측정보다 더 빠른 것이었다. 1780년에는 젖산과 점액산을 발견하였다. 1781년에는 텅스텐산 칼슘에 대해서 연구하였으며, 텅스텐산을 발견하였다. 1782년에는 에테르에 대해 연구하였고, 1783년에는 그가 7년 전에 발견한 글리세린의 특성에 대해서 연구하였다. 비슷한 시기에 셸레는 염료인 프러시안 블루를 생산할 때는 시안화 수소산이 반드시 필요하다고 밝혔으며, 독성 물질인 시안화 수소산의 성분, 특성, 심지어 냄새나 맛까지 분석하기도 하였다. 1786년에는 시트르산, 말산, 옥살산, 갈산에 대해서 연구하였다.
셸레의 유일한 저서인 Chemische Abhandlung von der Luft und dem Feuer은 1773년에 책에 실린 대부분의 연구가 끝났고 1775년에 필사본이 인쇄업자들에게 넘겨졌으나, 1777년에야 출판되었다. 이 책에서 셸레는 플로지스톤설에 근거하여 많은 부분을 설명하고 있다. 그는 산소를 '불 공기'라는 이름으로 이 책에 소개하였다. 그는 조지프 프리스틀리보다 일찍 산소를 발견하였을 것으로 추정된다.

## 같이 보기
- 회중석
- 약사
- 약학

 본 문서에는 현재 퍼블릭 도메인에 속한 브리태니커 백과사전 제11판의 내용을 기초로 작성된 내용이 포함되어 있습니다.